# Boris Moissejewitsch Rudjak
Boris Moissejewitsch Rudjak (ukrainisch Борис Мойсейович Рудяк; * 23. Dezember 1923 in Kupel, Rajon Wolotschysk, Oblast Chmelnyzkyj, Ukrainische SSR; † 30. Dezember 1999 in Dossenheim, Deutschland) war ein ukrainisch-sowjetischer Archivar, Historiker und Mitarbeiter der Marx-Engels-Gesamtausgabe.

## Leben
Rudjak wurde in einer ukrainischen jüdischen Familie geboren. Nach dem Schulbesuch in Poltawa studierte er Mathematik an der Leningrader Universität. Nach dem Überfall Hitler-Deutschlands auf die Sowjetunion vom 22. Juni 1942, war er bei Verteidigungsarbeiten im Raum Poltawa eingesetzt, wurde nach Mittelasien evakuiert und diente dann 1942 bis 1944 als Offizier in der Roten Armee. Nach einer schweren Verwundung leitete er von 1944 bis 1945 das Stadt-Museum von Poltowa. Von 1945 bis 1950 studierte er an der Moskauer Lomonossow-Universität Geschichte und machte sein Abschluss-Diplom als Historiker. Seine nächste Tätigkeit war im Moskauer Michail-Kalinin-Museum. Hier promovierte er 1958 über Kalinin zum Dr. hist. Ab 1960 war er im Moskauer Institut für Marxismus-Leninismus tätig, von 1963 bis 1969 als stellvertretender Direktor des Marx-Engels-Museum. Als wissenschaftlicher Archivar war er 1969 in der Marx-Engels-Sektion des Zentralen Partei-Archivs der KPdSU, verantwortlich für Beschaffung und Erschließung neuer Marx-Engels-Dokumente. So gelang es ihm u. a. Fotoalben und Bücher aus der Familie Longuet (Frédéric Longuet) zu erwerben. Anfang der 1970er Jahre wurde er in die Redaktionskommission der IV. Abteilung der Marx-Engels-Gesamtausgabe berufen. Rudjak gelang in den 80er Jahren der Nachweis, dass fünf Fotografien statt Karl Marx’ Ehefrau Jenny von Westphalen und ihre Tochter Jenny in Wirklichkeit Gertrud Kugelmann, die Frau des Mediziners Louis Kugelmann und deren Tochter Franziska zeigen.
Eine schwere chronische Herzkrankheit veranlasste Rudjak Anfang der 1990er Jahre mit seiner Frau Esther nach Deutschland überzusiedeln. Er starb am 30. Dezember 1999 im badischen Dossenheim.

## Werke
- Michail Iwanowitsch Kalinin: O korrespondentach i korrespondencijach .Kalinin, M(ichajl) I(vanovic). Sostavitel' B. Rudjak. Gos. Izd. polit. lit. Moskva 1958
- K. Marks i F. ·Engel's. Inst. marksizma-leninizma pri CK KPSS. Muzej K. Marksa i F. ·Engel'sa. Al'bom sost. po materialam Muzeja K. Marksa i F. ·Engel'sa. Pod obsc. red. G. D. Obickina. Sost. al'boma i avt. teksta. Sov. Chudoznik, Moskva 1966
- Galina Iosifovna Serebrjakova: Marks (Karl Marx). Molodye gody. Avt. vstupit. stat'i G[alina] I[osifovna] Serebrjakova. Obsc. nauc. konsul'tacija i primec. B. M. Rudjak. Sov. Chudoznik, Moskva 1968
- Ob odnoj netoċnosti v primecanijach k izdanijam raboty K Marksa „Niščeta filosofii. Übersetzung: Über eine Ungenauigkeit in den Anmerkungen zur Herausgabe von K. Marx' Werk“Das Elend der Philosophie. In: Institut Marksizma-Leninizma pri CK KPSS. Nausčno-informacionnnyj bjulleten' sektora prozevedenij K. Marksa i F. Engel'sa. Übers.: Institut für Marxismus-Leninismus beim ZK d KPdSU. wissenschaftliches Informationsbulletin des Sektors Werke von K. Marx und F. Engels. No. 18, Moskava 1970, S. 75–78
- International – velikij proletarskij gimn / [tekst, razrabotka sjužetov i naučnaja konsul'tacija Borisa Rudjaka] (L' Internationale). Izdat. Izobrazitel'noe Iskusstvo, Moskva 1975. Schallplatte mit Noten.
- A. I. Petrow / O. K. Senekina / B. M. Rudjak: Карл Маркс Фридрих Энгельс. Собрание фотографий, Izd-vo „Plakat“, Москва 1976. Karl Marx Friedrich Engels. Sammlung von Fotografien, 2. Überarb. Aufl. 1983.
- B. M. Rudjak / Majja D. Dvorkina / M. A. Gladyševa u. a.: Russkie knigi v bibliotekach K. Marksa i F. Engel'sa. Übers.: russische Bücher in der Bibliothek von K. Marx und F. Engels. Moskau 1979
- Die Photographien von Friedrich Engels im Zentralen Parteiarchiv des Instituts für Marxismus-Leninismus beim ZK der KPdSU. In: Marx-Engels-Jahrbuch 4, Berlin 1981, S. 431–446. Digitalisat
- Žizn' i dejatel'nost' Karla Marksa i Fridricha Èngel'sa komplekt nagljadnych materialov. Izd-vo „Plakat“, Moskva 1981.
- Ihre Namen leben durch die Jahrhunderte fort. Kondolenzen und Nekrologe zum Tode von Karl Marx und Friedrich Engels. Redaktion Heinrich Gemkow und Alexander Malysch, Anny Krüger, Boris Rudjak, Olga Senekina, Günter Uebel, Holger Franke, Gisela Hoppe, Angelika Miller, Alexander Tschepurenko und Lujudmilla Welitschanskaja. Dietz Verlag, Berlin 1983.
- K. Marx, F. Engels, Marginalien. Probestücke. Text und Apparat. Dietz Verlag, Berlin 1983, S. 146–162 und S. 212–215.
- Die Photographien von Karl Marx im Zentralen Parteiarchiv des Instituts für Marxismus-Leninismus beim ZK der KPdSU. In: Marx-Engels-Jahrbuch 6. Dietz Verlag, Berlin 1983, S. 293–310 Digitalisat, Auszug mit Abbildungen auf der Homepage von Jürgen Herres.
- Eine erstaunliche Verwechslung. In: Marx-Engels-Forschungsberichte 6. Karl-Marx-Universität Leipzig, Leipzig 1990, S. 159–164. Digitalisat
- Ein Irrtum ist zu korrigieren. Über fünf Photographien, die Portraits der Frau und der ältesten Tochter von Karl Marx bekannt wurden. In: Marx-Engels-Jahrbuch 13. Dietz Verlag, Berlin 1990, S. 320–328. Diese Bilder stellen Gertrud und Franziska Kugelmann dar und nicht Jenny Marx und ihre Tochter Jenny wie häufig angenommen. Digitalisat
- Boris Rudjak / Maja Dvorkina: Karl Marx erbt die Bibliothek von Wilhelm Wolff, 1864. Zur Geschichte der Bibliotheken von Marx und Engels. In: Beiträge zur Nachmärz-Forschung. Beiträge von Günther Höpfner, Waltraud Seidel-Höppner, Boris Rudjak / Maja Dvorkina, Trier 1994 (=Schriften aus dem Karl-Marx-Haus Nr. 47), S. 187–246.